# 凡尔登条约
《凡爾登條約》（法語：Traité de Verdun）是843年8月加洛林帝国签署的第一份王国分割条约，由法兰克王国皇帝虔诚者路易的3个儿子在凡尔登（位于今法国东北部）签订，該條約結束了持續三年的加洛林內戰。

## 背景
在查理大帝去世后，虔诚者路易成为加洛林帝国的统治者。统治期间，他将帝国划分给自己的儿子，使得每个儿子得以在自己的统治下管理各自的王国。长子洛泰尔一世被授予国王头衔，但由于虔诚者路易对王国的几次重新划分以及因此而引发的叛乱，他的权利范围大大缩小。840年虔诚者路易一世死后，洛泰尔一世即位，宣稱自己对整个王国拥有最高統治权并试图夺回他最初成为国王时拥有的权力。同時支持侄子丕平二世继承王国西部的阿基坦公国。洛泰尔一世的弟弟日耳曼人路易和同父异母弟弟秃头查理拒绝承认他的宗主权，并结成联盟以展开内战。最终在841年的丰唐瓦之战中，两人击败洛泰尔一世，并在次年842年的斯特拉斯堡誓言中宣布洛泰尔一世不配得到王位，此后洛泰尔一世同意求和以达成协定。

## 和约条款
根据条约，加洛林帝国一分为三。兄弟三人在此之前已经割据一方：洛泰尔一世占据意大利王国、日耳曼人路易占据巴伐利亚公国、秃头查理拥有阿基坦公国。
- 洛泰尔一世分得中法兰克王国

洛泰尔一世仍承袭帝号，但对其兄弟的领土只有名义上的统治权。其领土包括：低地国家、洛林、阿尔萨斯、勃艮第、普罗旺斯、意大利王国（包括意大利半岛北部)，以及亚琛和罗马两座帝国城市。
- 日耳曼人路易分得东法兰克王国

其领土包括王国在莱茵河以东、意大利以北以及莱茵河以西的莱茵兰地区所有领土，此后演变为中世纪中期的德意志王国，即神圣罗马帝国的最大组成部分。
- 秃头查理分得西法兰克王国

其领土包括王国在罗讷河以西的所有领土，虽然丕平二世被推举为阿基坦国王，但后者完全处于查理的掌控之下。
随着洛泰尔一世于855年去世，中法兰克王国以《普吕姆条约》被分给其3个儿子：上勃艮第和下勃艮第（阿尔勒和普罗旺斯）由三子普罗旺斯的查理继承，阿尔卑斯山以北领土由二子洛泰尔二世继承，意大利王国以及神圣罗马皇帝的头衔由长子路易二世继承。

## 遗产

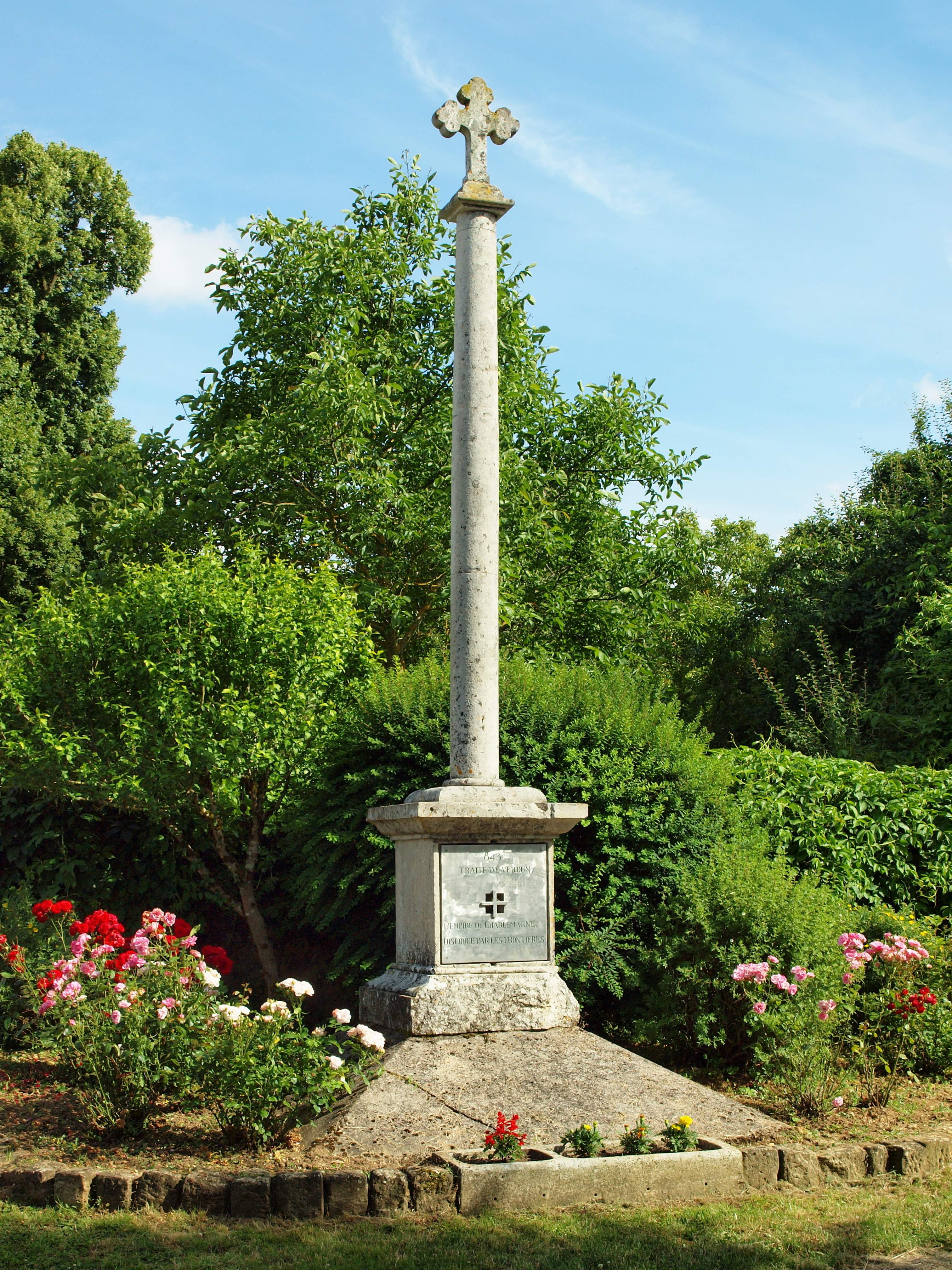
丰特努瓦的凡尔登条约纪念碑

条约实行的是法兰克人的传统习俗分割继承制而非长子继承制，中法兰克王国有着狭长而脆弱的边界，同时因阿尔卑斯山的阻隔而造成各地区沟通不畅，使其无法形成一个固定的国家实体，不久趋于瓦解。这使得单一统治者很难重组查理大帝时期的加洛林帝国，只有胖子查理短暂地达成了这一目标。
855年《普吕姆条约》签署之后，北部形成了脆弱的洛泰尔王国，这片区域在今后的日子里成为西法兰克与东法兰克及其演变后的国家（如法国、德国）的争议地区，法国和德国的历代国王都无法在洛泰尔王国地区建立稳固的统治。尽管洛泰尔王国的下洛林地区组成了现今低地国家，其南部三分之一的阿尔萨斯-洛林地区在18-20世纪在法国和德国间几经易手。在1738年波兰王位继承战争（1733年-1738年）结束后签署的《维也纳条约》中，这片区域由斯坦尼斯瓦夫一世所有，1766年其去世后，这片区域被法兰西王国获得。1871年普法战争（1870年-1871年）结束后普鲁士及其德意志盟友战胜法兰西第二帝国，此地成为德意志帝国领土。到了第一次世界大战（1914年-1918年）中法国战胜德国，1919年签署《凡尔赛条约》中此地又归法国拥有。最终在第二次世界大战（1939年-1945年）过后，阿尔萨斯-洛林被确定为法国领土，直到今日，距《凡尔登条约》签署已过去了超过1000年。中法兰克王国的分崩离析也加剧了意大利半岛的分裂，这种分裂状态一直持续到19世纪。